# Sheyda Kharrazi
Sheyda Kharrazi (* 2. Oktober 1982 in Graz) ist eine österreichische DJane und Moderatorin. Im Februar 2013 wurde sie von Ö3 als Radiomoderatorin unter Vertrag genommen.

## Leben und Karriere
Sheyda Kharrazi wurde am 2. Oktober 1982 als Tochter eines Persers und einer Österreicherin in Graz geboren. Hier wuchs sie auch auf und besuchte die Schule, die sie als 17-Jährige abbrach, um erstmals bei einem Radiosender mitzuwirken (Radio Helsinki). Nach kurzer Zeit beim freien Sender Radio Helsinki, währenddessen sie auch anderweitig beruflich tätig war, zog sie mit 19 Jahren nach Deutschland, wo sie als Flugbegleiterin arbeitete. Danach kehrte sie wieder in die Steiermark zurück, wo sie weiter als Flugbegleiterin tätig war, ehe sie im Jahre 2005 als Praktikantin zum Radio Soundportal kam. Dort arbeitete sie sich zur Moderatorin hoch und wechselte nach fünf Jahren, davon vier als Co-Moderatorin von Dr. Nachtstrom bei der Morning-Show, als Redakteurin und Moderatorin zu Antenne Kärnten. Beim Klagenfurter Sender war sie zwischen 2010 und 2011 im Einsatz, ehe sie nach Wien zog und für diverse private Radiosender, wie beispielsweise Antenne Wien, im Einsatz war. Bereits ab 2009 gehörte sie kurzzeitig dem Sender gotv an. Ihr Engagement als Moderatorin bei Antenne Wien beendete sie bereits 2012 und nahm im Februar 2013 eine Stelle als Moderatorin bei Ö3, dem Radiosender mit der größten Reichweite Österreichs, an. Hier moderiert sie die Sendungen Der Song deines Lebens – 60 Minuten Lieblingshits und Sheydas Hitstorm. Früher moderierte sie außerdem regelmäßig die Ö3-Musiknacht bzw. Ö3-Wunschnacht, die Ö3 Euro Top40, die Ö3-Wochenendplaylist, die Ö3 Greatest Hits, Ö3 NU STUFF sowie die Ö3 Top 12 bis 12. Im Sommer 2014 übernahm sie die Wochenendsendungen von Olivia Peter.
Bereits seit 2008 tritt sie auch als professionelle Sprecherin bei Firmenveranstaltungen, Festen usw. in Erscheinung. Des Weiteren ist sie seit 2007 auch als DJane unter dem Namen she-ra bekannt. Als DJane war sie allerdings auch bereits davor tätig.
Kharrazi ist verheiratet.